# Hyptiotes akermani
Hyptiotes akermani là một loài nhện trong họ Uloboridae.
Loài này thuộc chi Hyptiotes. Hyptiotes akermani được miêu tả năm 1964 bởi Wiehle.